# Crónicas da Serra
Crónicas da Serra é um livro de Irene Lisboa, que reúne um conjunto de crónicas inspiradas na Serra da Estrela data de 1958, ano da morte da autora.
Nesta obra, publicada postumamente em 1960, o narrador funde-se totalmente com o que o rodeia aparecendo por sua vez disseminado noutros narradores, o que revela um apurado domínio da linguagem e um atento sentido de observação.